# Alfred Stöger
Alfred Stöger (* 21. Juli 1900 in Möllersdorf, Niederösterreich; † 12. Januar 1962 in Mödling, Niederösterreich) war ein österreichischer Bühnenschauspieler, Filmregisseur und Filmproduzent.

## Leben und Wirken
Der gebürtige Niederösterreicher hatte kurz nach Ende des Ersten Weltkriegs in Wien ein Studium der Kunstgeschichte und der Philosophie begonnen und mit der Promotion abgeschlossen. Seine Bühnenlaufbahn begann er 1922 als Schauspieler in Darmstadt. 1923 ging Stöger nach Dresden, wo er im Jahr darauf erstmals als Regisseur (Oberspielleiter) arbeiten konnte. 1926 wurde er für vier Jahre als Oberspielleiter an die Vereinigten Städtischen Theater Kiels bestellt.
1930 kam Stöger nach Berlin, wo er zunächst als Oberspielleiter und Dramaturg der stark katholisch ausgerichteten Passionsspiele in Erscheinung trat. Später fand er die eine oder andere kleine Rolle beim Schiller-Theater bzw. an der Sommerbühne von Ehrenfriedersdorf.
Nach Jahren wenig erfolgreicher Tätigkeit am Theater wechselte der Österreicher schließlich zum deutschen Film, für den er, nach kurzer Assistenzzeit 1935/36 (bei Viktoria, Familienparade, Die Leute mit dem Sonnenstich, Weiße Sklaven) seit dem Frühherbst 1936 als Regisseur arbeiten konnte. Bis Mai 1939 inszenierte Stöger eine Fülle von Kurzfilmen, bei der deutschen Fassung von Marc Allégrets La dame de Malacca, Andere Welt, von 1937 führte er Dialogregie.
Im späten Frühjahr 1938 verpflichtete der bayerische Naturfilm-Produzent Hubert Schonger Stöger für zwei Märchenverfilmungen (Schneeweißchen und Rosenrot, Tischlein deck dich). Erst im Sommer 1939 schien Stöger endgültig der Einstieg in den abendfüllenden Kinospielfilm zu gelingen, doch der Krieg verhinderte eine kontinuierliche Beschäftigung. Nach nur drei völlig belanglosen Inszenierungen kehrte Stöger bei Kriegsende nach Wien heim.
Dort gründete er 1946 mit der Wiener Mundus-Film seine eigene Produktionsfirma, mit der er seine Kinofilminszenierungen herstellte. Stögers Nachkriegsarbeiten sind enttäuschend und von beträchtlicher Banalität. Mit der in den 1950er Jahren gegründeten Thalia-Film GmbH konzentrierte er sich auf die filmische Adaption von Theaterinszenierungen, oft unter der Regie Leopold Lindtbergs, und übernahm gleichzeitig die Filmregie. Darunter befinden sich die Theaterklassiker Wilhelm Tell, Don Carlos und Maria Stuart. Darüber hinaus stellte Stöger mehrere Lustspiele mit Hans-Joachim Kulenkampff her. 1961 beendete Stöger seine Filmkarriere und wurde noch im selben Jahr zum Lehrbeauftragten ans Institut für Theaterwissenschaft berufen. Bereits wenige Monate später verstarb er nahe Wien.

## Filmografie

### Regisseur
- 1936: Fuchs, du hast die Gans gestohlen (Kurzfilm)
- 1936: Stülke und Lehmann  (Kurzfilm)
- 1936: Wird Schulte verhaftet?  (Kurzfilm)
- 1936: Womit schnurrt die Katze?  (Kurzfilm)
- 1937: Der Ehrenposten (Kurzfilm)
- 1937: Kristall oder Porzellan (Kurzfilm)
- 1937: Die Hosenknöpf (Kurzfilm)
- 1937: Die geliebte Stimme (Kurzfilm)
- 1937: Gast im eigenen Heim (Kurzfilm)
- 1937: Glück im Winkel  (Kurzfilm)
- 1937: Gute Reise, Herr Meyer  (Kurzfilm)
- 1937: Müller contra Müller  (Kurzfilm)
- 1937/38: Eine Tat mit Vorbedacht (Kurzfilm)
- 1938: Klimbusch macht Wochenende (Kurzfilm)
- 1938: Hochzeitsnacht (Kurzfilm)
- 1938: Tischlein deck dich
- 1938: Schneeweißchen und Rosenrot
- 1938: Der Herr im Hause  (Kurzfilm)
- 1938: Dienst am Kunden (Kurzfilm)
- 1938: Der Mann mit dem Pssst (Kurzfilm)
- 1938: Das Lauffeuer (Kurzfilm)
- 1939: Schreck in der Abendstunde (Kurzfilm)
- 1939: Das große Los (Kurzfilm)
- 1939: Die gute alte Zeit (Kurzfilm)
- 1939: Hurrah! Endlich Alarm (Kurzfilm)
- 1939: Dienst am Kunden (Kurzfilm)
- 1939: Seitensprünge
- 1941: So ein Früchtchen
- 1943: Jugend musiziert
- 1944: Spiel mit der Liebe (Spiel)
- 1947: Triumph der Liebe
- 1947: Rendezvous im Salzkammergut
- 1948: Das Siegel Gottes
- 1949: Mein Freund Leopold (Mein Freund, der nicht nein sagen kann)
- 1950: Der Wallnerbub (Das Jahr des Herrn)
- 1951: Johannes und die 13 Schönheitsköniginnen
- 1951: Tanz ins Glück
- 1954: Unsterblicher Mozart (Ko-Regie)
- 1955: Götz von Berlichingen (Ko-Regie)
- 1956: Wilhelm Tell (Ko-Regie)
- 1957: Einen Jux will er sich machen (Ko-Regie)
- 1959: Maria Stuart (Ko-Regie)
- 1960: Don Carlos (Ko-Regie)
- 1961: Der Bauer als Millionär (Ko-Regie)

### (Co-)Produzent, Produktions- oder Herstellungsleiter
- 1947: Triumph der Liebe
- 1947: Rendezvous im Salzkammergut
- 1948: Das Siegel Gottes
- 1949: Mein Freund, der nicht nein sagen kann (Mein Freund Leopold)
- 1950: Der Wallnerbub (Das Jahr des Herrn)
- 1951: Tanz ins Glück
- 1952: Knall und Fall als Hochstapler
- 1953: Fräulein Casanova
- 1953: Knall und Fall als Detektive
- 1953: Auf der grünen Wiese
- 1954: Unsterblicher Mozart
- 1954: Ein Haus voll Liebe
- 1955: Um Thron und Liebe (Sarajevo)
- 1955: Götz von Berlichingen
- 1956: Ein tolles Hotel
- 1956: Wilhelm Tell
- 1956: Nichts als Ärger mit der Liebe
- 1956: August der Halbstarke
- 1957: Familie Schimek
- 1957: Der Kaiser und das Wäschermädel
- 1957: Einen Jux will er sich machen
- 1958: Man ist nur zweimal jung
- 1958: Immer die Radfahrer
- 1959: Und ewig singen die Wälder
- 1959: Immer die Mädchen
- 1959: Kein Mann zum Heiraten
- 1959: Maria Stuart
- 1960: Don Carlos
- 1960: Das Erbe von Björndal
- 1960: Sooo nicht, meine Herren!
- 1960: Kauf Dir einen bunten Luftballon
- 1961: Ruf der Wildgänse
- 1961: Der Bauer als Millionär
- 1961: Ein Stern fällt vom Himmel
- 1961: Drei Mann in einem Boot